# Saut en longueur féminin aux Jeux olympiques d'été de 1960
Navigation
Melbourne 1956 Tokyo 1964
L'épreuve du saut en longueur féminin aux Jeux olympiques de 1960 s'est déroulée le 31 août 1960 au Stade olympique de Rome, en Italie.  Elle est remportée par la Soviétique Vera Krepkina.

## Résultats

### Finale
| Rang               | Athlète               | Pays                       | Marque | Essais | Essais | Essais | Essais | Essais | Essais | Notes |
| Rang               | Athlète               | Pays                       | Marque | 1      | 2      | 3      | 4      | 5      | 6      | Notes |
| ------------------ | --------------------- | -------------------------- | ------ | ------ | ------ | ------ | ------ | ------ | ------ | ----- |
| Médaille d'or      | Vera Krepkina         | Union soviétique           | 6.37   | 6.17   | 6.01   | 6.22   | 6.37   | 6.17   | x      | OR    |
| Médaille d'argent  | Elżbieta Krzesińska   | Pologne                    | 6.27   | x      | 6.17   | x      | 6.25   | x      | 6.27   |       |
| Médaille de bronze | Hildrun Claus         | Équipe unifiée d’Allemagne | 6.21   | 6.21   | 6.18   | x      | x      | 6.13   | 6.11   |       |
| 4                  | Renate Junker         | Équipe unifiée d’Allemagne | 6.19   | 6.17   | 5.94   | 6.05   | 6.19   | 6.11   | 6.10   |       |
| 5                  | Liudmyla Radchenko    | Union soviétique           | 6.16   | 5.99   | 6.00   | 6.16   | 5.83   | 5.91   | 5.90   |       |
| 6                  | Helga Hoffmann        | Équipe unifiée d’Allemagne | 6.11   | 6.02   | 5.88   | 6.11   | x      | x      | 6.09   |       |
| 7                  | Joke Bijleveld        | Pays-Bas                   | 6.11   | 6.11   | x      | x      |        |        |        |       |
| 8                  | Valentina Shaprunova  | Union soviétique           | 6.01   | 6.01   | 5.95   | 5.77   |        |        |        |       |
| 9                  | Mary Bignal           | Grande-Bretagne            | 6.01   | x      | x      | 6.01   |        |        |        |       |
| 10                 | Beverly Weigel        | Nouvelle-Zélande           | 5.98   | 5.98   | 5.81   | 5.91   |        |        |        |       |
| 11                 | Maria Piątkowska      | Pologne                    | 5.98   | 5.98   | 5.67   | 5.86   |        |        |        |       |
| 12                 | Fumiko Ito            | Japon                      | 5.98   | 5.82   | 5.98   | 5.74   |        |        |        |       |
| 13                 | Maria Kusion          | Pologne                    | 5.86   | 5.86   | 5.50   | x      |        |        |        |       |
| 14                 | Madeleine Thétu       | France                     | 5.85   | 5.73   | 5.85   | 5.83   |        |        |        |       |
| 15                 | Norma Croker          | Australie                  | 5.82   | 5.82   | 5.64   | 5.75   |        |        |        |       |
| 16                 | Willye White          | États-Unis                 | 5.77   | 5.77   | x      | 5.28   |        |        |        |       |
| 17                 | Helen Frith           | Australie                  | 5.62   | x      | 5.62   | 5.61   |        |        |        |       |
| 18                 | Brita Johansson       | Finlande                   | 5.57   | 5.57   | 5.56   | 5.52   |        |        |        |       |
| 19                 | Christina Persighetti | Grande-Bretagne            | 5.57   | 5.46   | 5.42   | 5.57   |        |        |        |       |